# 2 Pułk Łączności Wojsk Obrony Wewnętrznej
2 Podlaski pułk łączności Wojsk Obrony Wewnętrznej (2 pł WOWew) – oddział łączności Wojsk Obrony Wewnętrznej.
Pułk został sformowany na podstawie zarządzenia szefa Sztabu Generalnego Wojska Polskiego Nr 044/Org. z dnia 14 lipca 1976 roku.
Jednostka została zorganizowana w garnizonie Białystok na bazie zlikwidowanej 2 Podlaskiej Brygady Wojsk Obrony Wewnętrznej oraz trzech rozformowanych pododdziałów tego samego rodzaju wojsk: 21 i 72 batalionu łączności oraz 74 batalionu radioliniowo-kablowego.
Na podstawie zarządzenia szefa Sztabu Generalnego Wojska Polskiego Nr 0103/Org. z 28 sierpnia 1989 pułk został rozformowany. Koszary przejął 25 pułk łączności, dyslokowany z Modlina.